# Wimbledon Championships 1933
Die 53. Auflage der Wimbledon Championships, ein Tennisturnier, fand 1933 auf dem Gelände des All England Lawn Tennis and Croquet Club an der Church Road statt.
Henry Austin trat in diesem Jahr als erster Spieler auf dem Center Court in Shorts auf. 1946 spielte Yvon Petra als letzter Spieler regelmäßig in langen Hosen.

## Herreneinzel
Der Australier Jack Crawford, der zuvor bereits die australischen und französischen Meisterschaften gewonnen hatte, konnte den Titel erringen. Er besiegte im Finale den Vorjahressieger Ellsworth Vines in fünf Sätzen.

## Dameneinzel
Helen Wills Moody gewann ihren sechsten Wimbledon-Titel im Einzel.

## Herrendoppel
Im Herrendoppel verteidigten Jean Borotra und Jacques Brugnon den Titel.

## Damendoppel
Im Damendoppel waren Simonne Mathieu und Elizabeth Ryan erfolgreich.

## Mixed
Der Titel im Mixed ging an Hilde Krahwinkel und Gottfried von Cramm.

## Quelle
- J. Barrett: Wimbledon: The Official History of the Championships. HarperCollins Publishers, London 2001, ISBN 0-00-711707-8.